# Acacia excelsa
Acacia excelsa är en ärtväxtart som beskrevs av George Bentham. Acacia excelsa ingår i släktet akacior, och familjen ärtväxter. IUCN kategoriserar arten globalt som livskraftig.

## Underarter
Arten delas in i följande underarter:
- A. e. angusta
- A. e. excelsa

## Bildgalleri

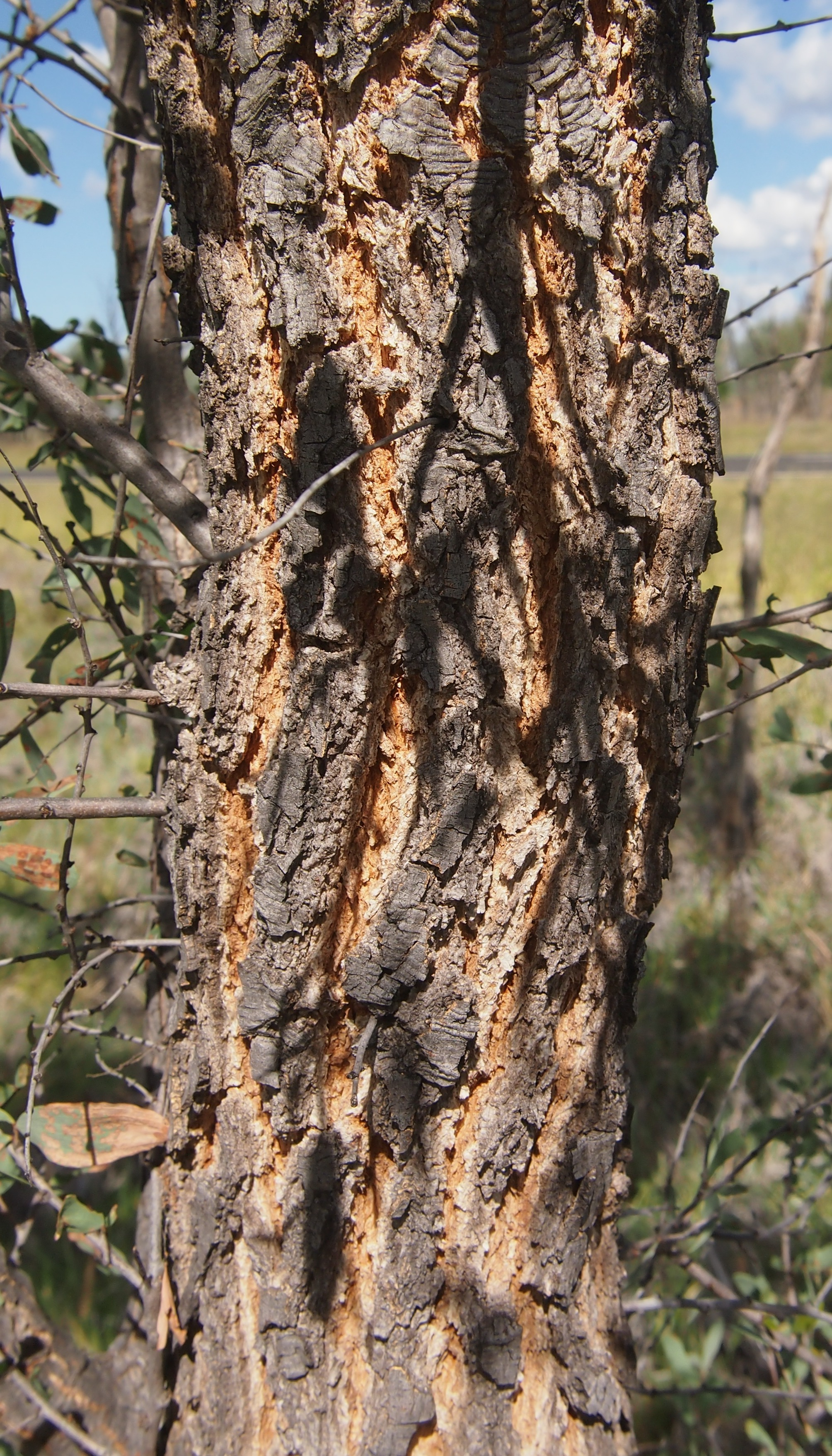
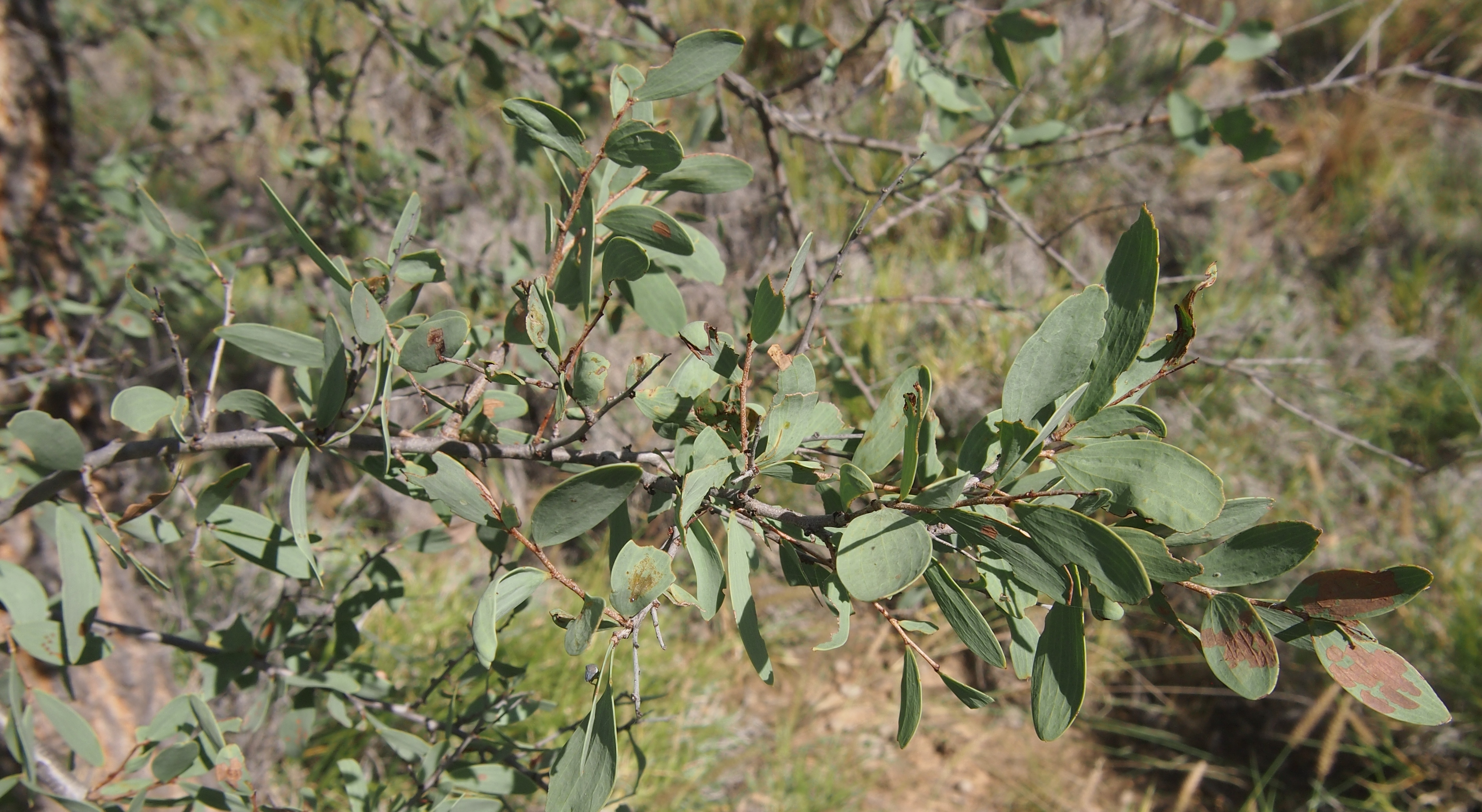